# Tim Oermann
Tim Oermann (* 6. Oktober 2003 in Bochum) ist ein deutscher Fußballspieler.

## Karriere

### Verein
Oermann spielte ab der Saison 2016/17 für zwei Spielzeiten für die C-Junioren des VfL Bochum, anschließend zwei Saisons für dessen B-Junioren und in den Spielzeiten 2020/21 und 2021/22 für dessen A-Junioren. Ab der Bundesligasaison 2022/23 stand er im Kader der Profimannschaft, für die er am 18. September 2022 in der Partie gegen den 1. FC Köln zu seinem Bundesligadebüt kam. Zuvor war sein ehemaliger U19-Trainer Heiko Butscher Interimstrainer der Profis geworden. Für Bochum spielte er bis zur Winterpause viermal in der Bundesliga.
Im Januar 2023 wurde Oermann an den österreichischen Bundesligisten Wolfsberger AC verliehen. Für den WAC kam er bis Saisonende zu 14 Einsätzen in der Bundesliga. Zur Saison 2023/24 kehrte er anschließend nach Bochum zurück. Dort kam er in jener Spielzeit zu 16 Einsätzen im deutschen Oberhaus. In der Saison 2024/25 absolvierte er 29 Ligaspiele für die Bochumer, die zu Saisonende aber als Tabellenletzter aus der Bundesliga abstiegen.
Oermann wechselte daraufhin zur Saison 2025/26 zum amtierenden Vizemeister Bayer 04 Leverkusen, bei dem er einen bis 2029 laufenden Vertrag erhielt. Von Leverkusen wurde er aber direkt an den österreichischen Meister SK Sturm Graz verliehen.

### Nationalmannschaft
Seit 2023 absolvierte Oermann sieben Spiele für die deutsche U20-Auswahl. Im August 2024 wurde er für die U21-Nationalmannschaft nominiert.